# 仙台北郵便局
仙台北郵便局（せんだいきたゆうびんきょく）は、仙台市青葉区台原に所在する郵便局である。宮城県道22号仙台泉線沿いにある。民営化前の分類では集配普通郵便局であった。

## 概要
住所：〒981-8799 宮城県仙台市青葉区台原三丁目17番10号

### 出張所（局外設置ATM）
民営化後、すべてゆうちょ銀行仙台支店が管理を行っている。
- 東北文化学園大学内出張所
- 宮城学院内出張所
- 東北福祉大学内出張所
- ヨークベニマル南吉成店内出張所（ホリデーサービス実施）
- ヨークベニマル新荒巻店内出張所（ホリデーサービス実施）

## 沿革
- 1988年（昭和63年）6月27日 - 仙台北郵便局として、仙台市台原三丁目に開設[1]。同時に仙台中央郵便局、仙台東郵便局、泉郵便局の集配業務の各一部を移管される。
- 1998年（平成10年）9月1日 - 外国通貨の両替および旅行小切手の売買に関する業務取扱を開始。
- 時期不明 - 大沢郵便局より、〒989-320x地域の集配業務を移管される。
- 2007年（平成19年）10月1日 - 民営化に伴い、併設された郵便事業仙台北支店に一部業務を移管。
- 2012年（平成24年）10月1日 - 日本郵便株式会社の発足に伴い、郵便事業仙台北支店を仙台北郵便局に統合。

## 取扱内容
- 郵便、印紙、ゆうパック、内容証明
- 貯金、為替、振替、振込、国際送金、外貨両替、国債、投資信託
- 生命保険、バイク自賠責保険、自動車保険
- ゆうちょ銀行ATM
- 仙台市青葉区内および泉区内のそれぞれ一部地域（〒981-09xx、981-80xx、989-320x）の集配業務
- ゆうゆう窓口

## 周辺
- 台原森林公園
- 東北労災病院

## アクセス
- 仙台市地下鉄南北線 台原駅から徒歩約11分
- JR仙山線 北仙台駅から徒歩約19分
- 仙台市営バス、宮城交通バス 仙台北郵便局前停留所下車
- 東北自動車道 泉PAスマートICから南へ約5.5km
- 駐車場あり：16台